# Alanqa
Alanqa (лат.) — род птерозавров из семейства аждархид. Ископаемые остатки найдены в меловых слоях формации Кем-Кем (альбский — сеноманский ярусы, 100,5—93,9 млн лет назад) на юго-востоке Марокко.
Название происходит от арабского слова العنقاء al-‘anqā’, что означает «феникс», или «симург» в арабской мифологии.

## История открытия
С помощью местных жителей команда палеонтологов проводила раскопки в нескольких локациях формации Кем-Кем, обнаружив фрагментарные останки нескольких различных птерозавров. Alanqa была найдена в местности Aferdou N'Chaft, возле деревни Begaa, в 10 километрах к северо-востоку от Тауза.

## Описание

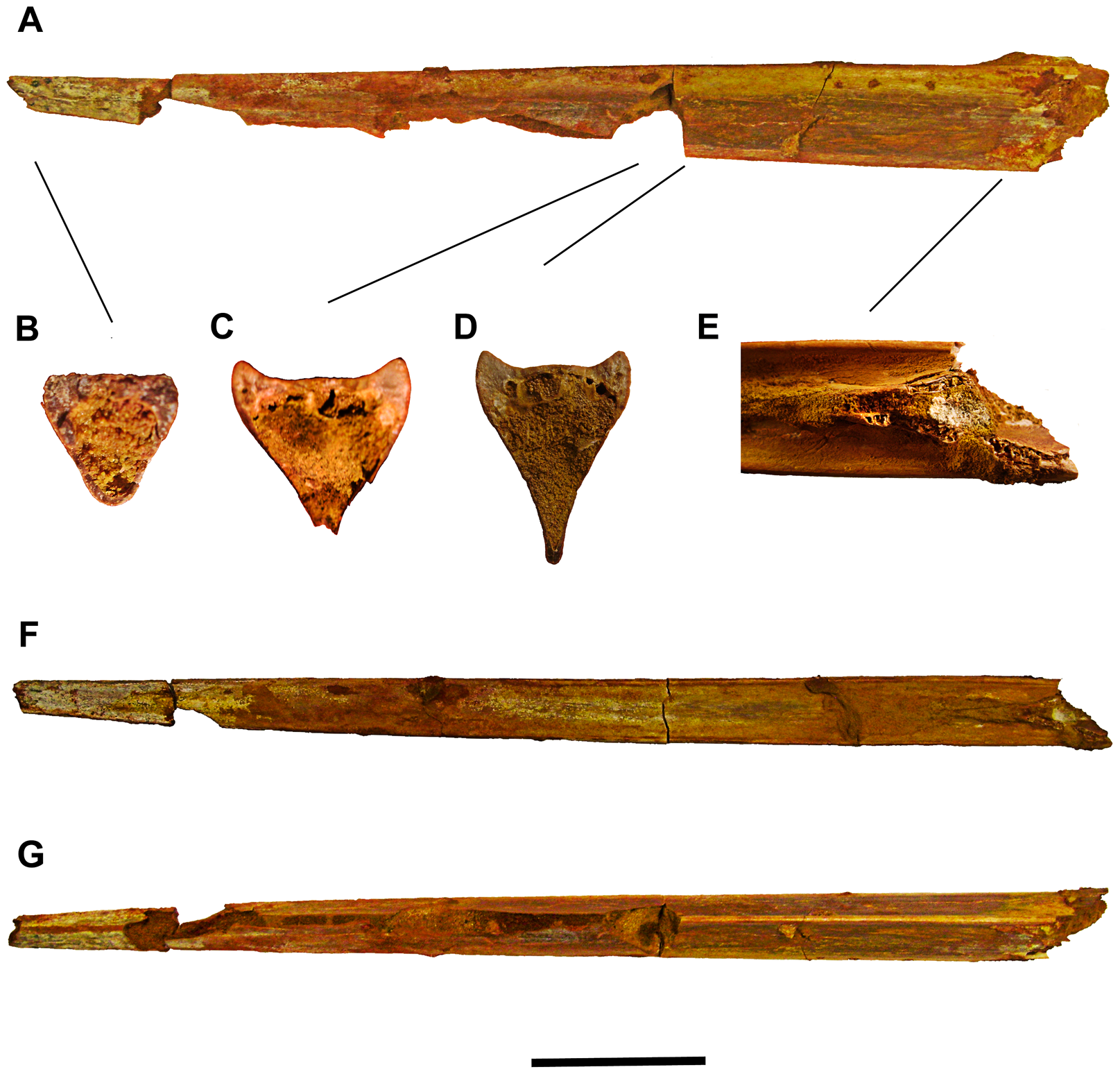
Голотип FSAC-KK 26

Род известен по пяти фрагментам верхней и нижней челюстей, а также, возможно, шейного позвонка, представляющим единственный типовой образец Alanqa saharica. Два из этих фрагментов описали, но не назвали, палеонтологи Петер Веллнхофер и Эрик Буффето в 1999 году. Три других образца челюстей, в том числе, лучше сохранившейся верхней челюсти, назвали и описали в 2010 году Н. Ибрагим и его коллеги. Челюсти были прямыми и заострёнными, как у кетцалькоатля и Zhejiangopterus, поэтому изначально учёные предположили, что образцы принадлежали птерозавру из семейства птеранодонтид, но позже причислили его к семейству аждархид. Основываясь на сравнении с родственными видами и исходя из размеров фрагментов челюстей, определили приблизительный размах крыльев около 4 метров. Однако, по мнению Н. Ибрагима, размеры найденного позвонка, который, скорее всего, принадлежал той же особи, размах крыльев мог быть существенно больше — до 6 метров.
В 2015 году был описан фрагмент клюва, отнесённый к Alanqa на основании своего происхождения. Фрагмент имеет два костных выроста в месте смыкания челюстей, совпадающие с возвышением на одной из нижних челюстей, изначально причисленных к Alanqa. Это подразумевает необычную для этого птерозавра функциональную специализацию. Вероятными функциями данного элемента называют украшение, место крепления мягких тканей или приспособление для дробления твёрдой пищи.

## Обитание

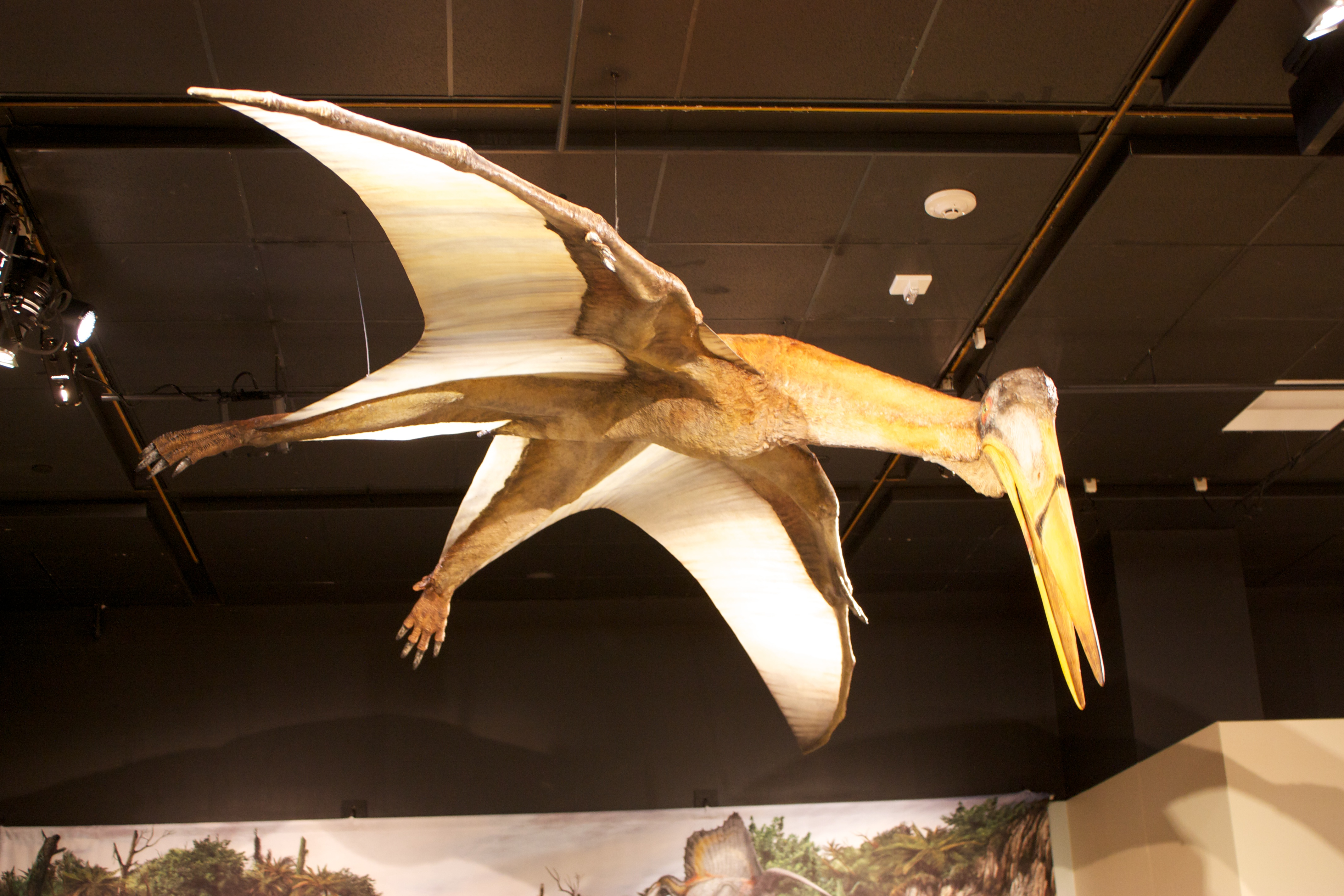
Реконструкция Alanqa saharica

Окаменелости птерозавра находились на территории древней Гондваны (на территории современного Марокко), однако подавляющее большинство сравнимых по возрасту экземпляров аждархид было обнаружено на землях бывшей Лавразии. Также рядом с останками Alanqa были обнаружены два других вида птерозавров, что свидетельствует о тесном соседстве разных видов летающих ящеров на одной территории и в одном промежутке времени.